# Numer ubezpieczenia społecznego w Stanach Zjednoczonych

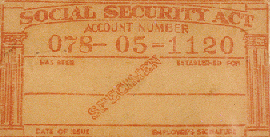
Przykładowa karta ubezpieczenia społecznego USA

Numer ubezpieczenia społecznego (ang. Social Security number, skrót SSN) – w Stanach Zjednoczonych, dziewięciocyfrowa liczba przypisywana:
- obywatelom tego kraju,
- cudzoziemcom, którzy otrzymali zezwolenie na osiedlenie się (pobyt stały) – „zieloną kartę”,
- cudzoziemcom, którzy otrzymali zezwolenie na pobyt czasowy.

Numer jest nadawany przez Administrację Ubezpieczenia Społecznego (ang. Social Security Administration, skrót SSA), agencję rządu federalnego, odpowiednika polskiego Zakładu Ubezpieczeń Społecznych.
Wykorzystywany jest celem gromadzenia informacji o ubezpieczonych dla ustalania podstawy wymiaru składki ubezpieczeniowej oraz przysługujących świadczeń zdrowotnych. Choć de iure numer służy identyfikacji podatkowej, to de facto stał się podstawowym numerem do identyfikacji obywateli przez państwo w ogóle. Do otrzymania numeru SSN służy specjalny formularz SS-5.

## Historia
Po raz pierwszy numery Social Security (SSN) zostały nadane przez administrację SSA w listopadzie 1936 r. w ramach programu New Deal, na podstawie uchwalonej w 1935 r. ustawy Social Security Act.
Do roku 1986 obywatele najczęściej nie posiadali numeru ubezpieczenia społecznego przed ukończeniem 14. roku życia, ponieważ numer służył ustalaniu dochodów, a dzieci w tym wieku miały znikomy dochód. Jednakże w wyniku reform podatkowych w 1986 i 1990 roku osoby powyżej 1. roku życia mogą nie być uznane przez Internal Revenue Service w zeznaniu podatkowym, jeżeli nie mają SSN. Od tego czasu wielu rodziców wnioskuje o nadanie numeru swoim dzieciom wkrótce po ich urodzeniu.

## Cele rejestracjiSSN
Pierwotnie numer ubezpieczenia społecznego w Stanach Zjednoczonych (SSN) służył wyłącznie prześledzeniu kwestii księgowych ubezpieczenia społecznego danej jednostki. Później zaczął być używany jako unikatowy identyfikator osób w USA.
Również inne rodzaje ewidencji publicznej prowadzonej w USA (np. rejestr zatrudnionych, rejestr patentowy, spis studentów, spis dłużników) czasami odwołują się do numeru ubezpieczenia społecznego.
Zgodnie z ustawą Internal Revenue Code (główną federalną ustawą podatkową), numer ubezpieczenia społecznego wykorzystywany jest również jako federalny numer identyfikacji płatników podatków, poza wyjątkami określanymi przez Sekretarza Skarbu (26 United States Code § 6109(d)).

## Kradzież tożsamości
SSN jest bardzo często narzędziem kradzieży tożsamości, ponieważ często służy jako sposób identyfikacji osoby w ogóle (wykraczając poza cele ubezpieczeniowe) oraz równie często traktowany jest jako sposób uwierzytelniania. Przede wszystkim instytucje finansowe wymagają podania numeru SSN do założenia rachunku bankowego, karty kredytowej czy udzielenia pożyczki.
Przyczyną kontrowersji wokół użycia numeru ubezpieczenia społecznego do różnych celów jest to, że w Stanach Zjednoczonych Ameryki nie istnieje dokument tożsamości (na poziomie federalnym), natomiast sama karta ubezpieczenia społecznego nie zawiera żadnego rodzaju danych biometrycznych, które pozwoliłyby w niezbędnym zakresie ustalać, czy osoba posługująca się danym SSN jest rzeczywiście przypisana do tego SSN, bez odwoływania się do głębszej dokumentacji (co również można oszukać poprzez wcześniejsze podszywanie się pod cudzy SSN). Kongres proponował, że nowe prawo federalne zaostrzy zasady używania SSN do identyfikacji osób oraz wykluczy jego użycie do celów komercyjnych (np. przez pośredników mieszkaniowych).

## Budowa numeru
Źródło informacji zawarych w tej sekcji: Social Security Administration: The SSN Numbering Scheme. (ang.).
Numer ubezpieczenia społecznego w USA jest dziewięciocyfrową liczbą, sformułowaną w trzech częściach oddzielonych dywizem, w formacie „111-11-1111”.

### Numer obszaru
Pierwsza część numeru to area number („numer obszaru”) przypisywana według klucza geograficznego. Przed 1975 r. karty ubezpieczeniowe były nadawane przez lokalne biura ubezpieczenia społecznego na terenie całego kraju, stąd numer obszaru reprezentował kod przypisany biuru, które wydało kartę ubezpieczeniową. To z kolei biuro nie musiało koniecznie obejmować swoją właściwością miejsca zamieszkania składającego wniosek o wydanie karty (numeru) (można było złożyć wniosek w którymkolwiek biurze na terenie kraju).
Począwszy od roku 1972, kiedy SSA zaczęła przypisywać numery SSN i wydawać karty centralnie ze swojej siedziby w Baltimore, numer obszaru jest przypisywany w powiązaniu z kodem pocztowym ZIP tego obszaru, który został podany jako adres do korespondencji wnioskującego o wydanie karty ubezpieczenia społecznego, przy czym adres korespondencyjny nie musi być tożsamy z miejsce zamieszkania. W związku z tym, numer obszaru SSN nie musi reprezentować stanu zamieszkiwanego przez ubezpieczonego, zarejestrowanego tak przed, jak po 1972 r.
Generalnie, numery obszarów SSN zostały ponumerowane, zaczynając od stanów północno-wschodnich (ang. Northeastern United States), wzrastają w kierunku zachodnim, stąd osoby ze wschodniego wybrzeża mają numery SSN najniższe, a te z wybrzeża zachodniego – najwyższe. W razie wyczerpania się danego numeru obszaru (tj. gdy przypisano wszystkie możliwe numery SSN zaczynające się tym numerem obszaru), dane terytorium otrzymuje inny wolny numer obszaru, w związku z czym jeden obszar może mieć kilka niesąsiadujących ze sobą numerów.
Zobacz w linkach zewnętrznych kompletną listę numerów obszarów.

### Numer grupy
Środkowe dwie cyfry nazywane są group number (numer grupy). Nie mają one żadnego znaczenia związanego z położeniem geograficznym ani jakimikolwiek innymi rodzajami rejestrowanych danych, a oficjalnie służą zwykłej, kolejnej numeracji, tak jak część trzecia (rozdzielenie graficzne tych części jest tylko ułatwieniem).
Powstała jednak teoria, że dwie środkowe cyfry kryją etniczne pochodzenie osoby (takie jak kolor skóry, pochodzenie przodków itd.). Jest to jednak w całości miejska legenda.
Numery grupowe mają zakres od 01 do 99. Jednakże nie są wykorzystywane w sposób ciągły. W celach administracyjnych numery grupy przypisywane są w następującej kolejności:
- najpierw nieparzyste numery od 01 do 09 (tj. 01, 03, ..., 09),
- potem parzyste numery od 10 do 98 (tj. 10, 12, 14, ..., 96, 98),
- potem parzyste numery od 02 do 08 (tj. 02, 04, 06, 08),
- na koniec nieparzyste numery od 11 do 99 (tj. 11, 13, 15, ..., 97, 99).

Przykładowo, numer grupowy 98 będzie wykorzystany wcześniej niż numer grupowy 11.

### Numer seryjny
Ostatnie cztery cyfry nazywane są po prostu serial numbers („numer seryjny” lub „liczby seryjne”) i nadawane są po kolei (według daty rozpatrzenia wniosku) od 0001 do 9999.

## PoprawnośćSSN
Obecnie nie istnieją ważne numery SSN z numerem obszaru 773 lub większym. Największym kodem area number, jaki nadała administracja SSA, jest numer 772.
Administracja Ubezpieczenia Społecznego publikuje ostatni numer grupy używany w danej chwili dla każdego numeru obszaru. Ponieważ numery grupowe przydzielane są w ściśle określony i przewidywalny (lecz skomplikowany) sposób, możliwe jest rozpoznanie, czy użyty przez kogoś numer SSN nie zawiera nieprawidłowego numeru grupy. Nawet jednak to nie pozwala na (szybkie) wykrycie kradzieży tożsamości, przy posługiwaniu się publicznie dostępnymi informacjami.

## SSNunieważnione z powodu reklam
Użycie numeru SSN w reklamie wobec publiczności jest podstawą do jego unieważnienia oraz do nadania osobie, która go dotychczas miała, nowego numeru SSN.
Jeden z najbardziej znanych takich przypadków miał miejsce w 1938 roku, gdy producent portfeli – spółka E.H. Ferree z siedzibą w Lockport, postanowił wypromować swoją ofertę, pokazując jak karta ubezpieczenia społecznego idealnie pasuje do kieszonek w ich produktach. Użyto w tym celu przykładowej (fikcyjnej) karty, którą wkładano do każdego sprzedawanego portfela (najwięcej sprzedała spółka F.W. Woolwortha). Wiceprezes producenta portfeli, konstruując pierwowzór karty ubezpieczeniowej, użył jednak istniejącego numeru SSN „078-05-1120” – numeru ubezpieczenia społecznego swojej sekretarki, którą była Hilda Whitcher.
Pomimo tego, że karty zostały zadrukowane w kolorze czerwonym (a wówczas używany był kolor niebieski), miały w rzeczywistości nieco inne wymiary niż prawdziwe karty, a w poprzek wydrukowany został napis „Specimen”, to wiele osób przy wykonywaniu różnych obowiązkowych czynności, wymagających podania ich własnego SSN, użyło w istocie numer SSN Hildy Whitcher, pracownicy firmy E.H. Ferree (trzeba zaznaczyć, że były to pierwsze lata masowego wprowadzenia obowiązku posługiwania się numerem SSN w wielu sprawach administracyjnych).
Po pewnym czasie okazało się, że numerem tym posłużyło się ponad 40 tysięcy osób, podając go za numer własny. Administracja SSA musiała sporządzić kolejną kampanię reklamową, tym razem dowodząc niepoprawności użycia tego numeru. Natomiast Hildzie Whitcher przydzielono nowy SSN. Numer „078-05-1120” pozostawał w użyciu aż do 1977 r. przez 12 różnych osób.

## Podstawa prawna
Podstawą prawną funkcjonowania SSN jest § 205(c)(2) federalnej ustawy o ubezpieczeniu społecznym, skodyfikowany jako § 405(c)(2) United States Code.